# 沃龍齊夫卡河
沃龍齊夫卡河（烏克蘭語：Воронцівка），是烏克蘭的河流，位於克里米亞自治共和國，發源自馬特維伊夫卡，流經五一村区和克拉斯诺彼列科普斯克区，河道全長44公里，流域面積130平方公里。